# Serrat de l'Estamp
El Serrat de l'Estamp és un serrat del terme municipal de Bigues i Riells, al Vallès Oriental, en territori del poble de Riells del Fai.
És a l'oest del Serrat del Pollancre; és un contrafort que surt cap a l'oest de mig serrat.